# Martin Jacques

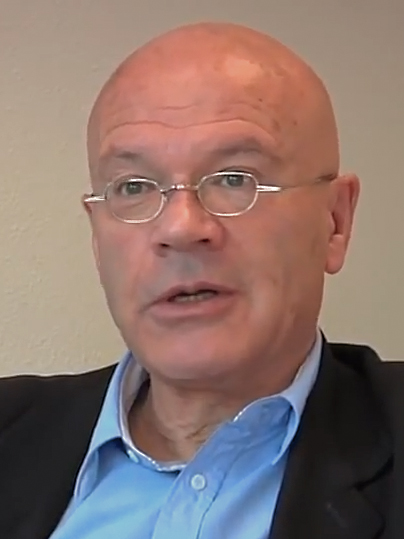
Martin Jacques (2012)

Martin Jacques (ur. 1945) – brytyjski były redaktor czasopism, akademik i publicysta. Głównie poruszający sprawy Chin i Japonii. Pisze dla The Guardian i New Statesman. Wystąpił na konferencji TED.
Napisał książkę When China Rules the World: The End of the Western World and the Birth of a New Global Order (Kiedy Chiny rządzą Światem: Koniec Zachodniego Świata i narodziny Nowego Globalnego Porządku).